# El Eropido

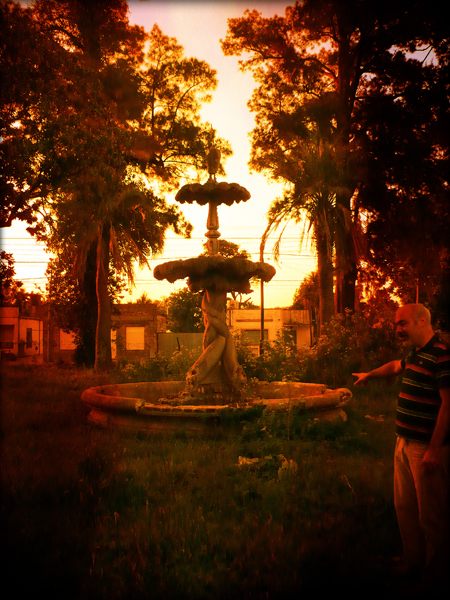
Fuente del Eropido, ciudad de Azul

El Eropido es un ave de origen mitológico de fuerte impacto en la tradición pampeana bonaerense del siglo XIX. Aunque forma parte del conjunto de creencias y devociones argentinas de las zonas pampeanas de la República Argentina, su origen es mesopotánimo o guaraní. En algunas regiones se lo llama Eropidó. Como animal mitológico, se dice que el Eropido solamente se aparece en las fechas que conmemoran a un mártir del santoral cristiano, siendo el 14 de febrero una de las fechas más importantes. Aunque la creencia fue declinando hacia finales del siglo XIX, todavía persiste en muchas regiones del interior de la provincia de Buenos Aires.